# NGC 3919
NGC 3919 este o galaxie eliptică situată în constelația Leul. A fost descoperită în 6 aprilie 1864 de către Heinrich Louis d'Arrest. Se află la o distanță de 91,57 de megaparseci de Pământ.